# Gustavo Andrés Oberman
Gustavo Andrés Oberman (Quilmes, 25 de maig de 1985) és un futbolista argentí. Conegut al món de l'esport pel malnom de Cachete, és fill del també futbolista Enrique Pablo Obermán.

## Trajectòria
Format a les categories inferiors del Argentinos Juniors, va debutar al futbol professional el 2003. El seu rendiment inicial fou el suficentment bo perquè la selecció argentina el cridarà per participar en el Mundial sub-20 del 2005. Argentina, amb jugadors com en un equip on eren jugadors com Leo Messi, Sergio Agüero, Fernando Gago o Pablo Zabaleta es proclamà campiona, mentre que Obermán tingué un paper destacat, participant en tots els partits.
Aquell mateix estiu, va tenir un pas efímer per River Plate, per arribar al mercat d'ivern al futbol europeu de la mà del CE Castelló, de la Segona divisió. Després d'any i mig, i malgrat que el seu rendinment anà de menys a més, el seu contracte no fou renovat. L'estiu de 2008 fitxà pel CFR Cluj romanès, que jugà la Lliga de Campions la temporada 2008/09. Sense massa sort a Romania, tornà sis mesos cedit a la segona divisió amb el Córdoba CF, abans de fitxar pel seu club de debut: Argentinos Juniors.

## Palmarés
- 1 Campionat del Món sub-20: 2005 amb Argentina sub-20.